# فالون بون دارك
فالون بون دارك (بالفرنسية: Vallon-Pont-d'Arc)‏ هي بلدية تقع في فرنسا في Canton of Vallon-Pont-d'Arc. يقدر عدد سكانها بـ 2,380 نسمة ومساحتها 28.62 كم2 وترتفع عن سطح البحر 118 متر.

## أعلام
- لويس أوقستي ساباتير